# Malliner See
Der Malliner See ist ein See im Gemeindegebiet von Kuckssee im Landkreis Mecklenburgische Seenplatte in Mecklenburg-Vorpommern. Der namensgebende Ort Mallin liegt ungefähr einen Kilometer nordöstlich des Sees. Der See gehört zum Europäischen Vogelschutzgebiet „Kuppiges Tollensegebiet zwischen Rosenow und Penzlin“. Unweit des westlichen Ufers befinden sich ein FFH-Gebiet und das Naturschutzgebiet Kuckssee und Lapitzer See. Der See ist 2090 Meter lang, bis zu 500 Meter breit und sehr flach. Die Ufer des Sees sind größtenteils unbewaldet und vermoort.
Der Malliner See entstand im Zusammenhang mit den Gletschervorstößen des Pommerschen Stadiums der Weichselkaltzeit. Er liegt in einer glazialen Rinne der Grundmoräne.
Südlich des Sees verläuft die Bundesstraße 192.